# Односи Србије и Туркменистана
Односи Србије и Туркменистана су инострани односи Републике Србије и Туркменистана.

## Билатерални односи
Дипломатски односи са Туркменистаном су успостављени 1996. године.
Амбасада Републике Србије у Москви (Русија) радно покрива Туркменистан.

### Политички односи
Председник Томислав Николић је у фебруару 2013.г. одликовао Орденом Републике Србије на ленти председника Г. Бердимухамедова за заслуге у развијању и учвршћивању мирољубиве сарадње и пријатељских односа између Србије и Туркменистана.

### Економски односи
- Робна размена у 2020. години износила је 6,05 милиона УСД.
- Размена роба у 2019. години укупно је износила 0,46 милиона америчких долара.
- Робна размена у 2018. години износила је 0,28 милиона УСД.[3][4]